# Comune di Lundtoft
Il comune di Lundtoft, fino al 1º gennaio 2007 è stato un comune danese situato nella contea dello Jutland Meridionale, il comune aveva una popolazione di 6 150 abitanti (2006) e una superficie di 137 km².
Capoluogo era la cittadina di Felsted.
Dal 1º gennaio 2007, con l'entrata in vigore della riforma amministrativa, il comune è stato soppresso e accorpato, insieme ai comuni di Aabenraa, Bov, Rødekro e Tinglev per costituire il riformato comune di Aabenraa.